# Myriangiella orbicularis
Myriangiella orbicularis är en svampart som beskrevs av Zimm. 1902. Myriangiella orbicularis ingår i släktet Myriangiella och familjen Schizothyriaceae.   Inga underarter finns listade i Catalogue of Life.